# Dionisio Luis
Mateo Molinos Coloma (Forcall, 21 de agosto de 1890-Traveseras, 8 de agosto de 1936), más conocido como Dionisio Luis, fue un religioso católico español, miembro de la Congregación de los Hermanos de La Salle, asesinado durante la persecución religiosa en medio de la Guerra Civil Española del siglo XX. Fue beatificado el 28 de octubre de 2007 por el papa Benedicto XVI, en el gran grupo de 498 mártires de la misma guerra.

## Biografía
Mateo Molinos Coloma nació en Forcall el 21 de agosto de 1890. Ingresó a la Congregación de los Hermanos de las Escuelas Cristianas, más conocidos como Hermanos de La Salle, en Cambrils, en 1906. Al año siguiente hizo su noviciado cambiando su nombre por el Dionisio Luis. Su primer destino fue el colegio de Tarragona. Más tarde fue trasladado al internado de Bonanova, en Barcelona, donde fue profesor por más de 12 años. En 1932 fue nombrado director del colegio, donde se encontraba cuando sobrevino la persecución religiosa.
Dionisio Luis fue detenido por los milicianos del bando republicano, estando en la escuela de la Seo de Urgel, con otro hermano de La Salle, Leonardo José, el 7 de agosto de 1936. Al día siguiente fueron fusilados, en el lugar llamado Baños de Sugrañes, cerca de Traveseras (Lérida).

## Culto
Luego del asesinato de los dos religiosos, fueron enterrados por la población de Baños de Sugrañes, más tarde sus restos fueron exhumados para ser reconocidos.
Dionisio Luis fue beatificado por el papa Benedicto XVI, en la eucaristía celebrada en la plaza de San Pedro en la Ciudad del Vaticano, junto a otros 497 mártires del siglo XX de España, entre los que se encontraban otros 57 hermanos de su congregación. Su fiesta se celebra en la Iglesia universal el 6 de noviembre, el Martirologio romano lo registra el 8 de agosto y la congregación de La Salle le celebra el 10 de octubre.
Sus reliquias se veneran en San Martín Sasgayolas.